# Éva Stefaní
Éva Stefaní (grec moderne : Εύα Στεφανή), née en 1964 à Alexandria en Virginie, est une artiste plasticienne engagée et une réalisatrice de documentaires expérimentaux grecque.   

## Biographie
Éva Stefaní est née en 1964 à Alexandria, aux États-Unis. Elle fait des études de sciences politiques à l'université d'Athènes. Elle poursuit par une formation à la réalisation de documentaires aux Ateliers Varan, à Paris. Elle obtient un Master of Arts, option Cinéma à l'université de New York. Elle soutient une thèse sur le documentaire à l'université Panteion à Athènes. Elle enseigne l’histoire et la théorie du cinéma à l’université d’Athènes.
Ses réalisations sont des documentaires d'observation expérimentaux. Elle porte un regard subversif, sur les personnes, sur la vie quotidienne. Elle s'intéresse aux personnes en marge de la société. Son regard est engagé. En 1995, elle observe la vie nocturne des habitués de la gare d'Athènes. Elle utilise la vidéo et le film super 8.
Pour le film Acropolis, elle rassemble des images d'archives, d'autres de films en Super-8 amateurs et pornographiques. Elle identifie le Parthénon à un corps de femme, dans une version subversive et féministe du monument. 
En 2017, son travail est montré à la Documenta 14. En 2019, une rétrospective de ces films a lieu au festival Images and Views of Alternative Cinema à Nicosie, et au festival de films d'avant-garde à Athènes. 
Elle écrit également des ouvrages sur la pratique documentaire.

## Réalisations (sélection)
- 1995 : Athene, 36 min
- 2002-04 : Acropolis,  Super 8 mm et 16 mm,  46 min
- 2007 : What Time Is It?, 26 min
- 2008 : Bathers, 46 min
- 2012 : Dimitris Papaioannou, 52 min
- 2012 : The Return of E.C. Gonatas, 38 min
- 2017 : Manuscript, ,15 min

## Publications
- 10 Texts on Documentary, 2007
- Documentary: The Observation Game, 2016